# Vanth

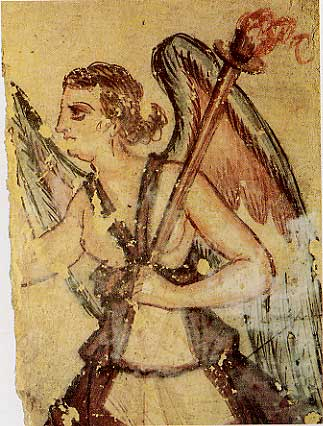
Raffigurazione di Vanth in un affresco di una tomba etrusca a Tarquinia.

Nella mitologia etrusca, Vanth è la divinità femminile appartenente al mondo degli Inferi che teneva in mano il rotolo del destino. La sua iconografia la vuole alata, vestita di un corto chitone dalle bretelle incrociate all'altezza del petto, che lasciano scoperto il seno; in alcune rappresentazioni la sua capigliatura è composta da un nido di serpenti tenuti insieme da un diadema.
Nella Tomba François, nella necropoli di Vulci, Vanth è rappresentata con le ali multicolori mentre accompagna nell'oltretomba gli eroi Patroclo ed Achille.
Essa è onnisciente, e messaggera di morte per gli uomini. Assiste i malati in fin di vita e invoca i demoni buoni. Ha quasi sempre volto benevolo e aspetto gentile. In epoca tarda venne gradualmente a rappresentare la giustizia. Nell'arte viene rappresentata con serpenti, torce e chiavi, e spesso si accompagna al dio Charun (secondo alcuni studiosi sarebbe sua moglie). Trova corrispondenza con la dea del fato Moira della mitologia greca.
L'origine del suo nome è sconosciuta, e si trova citato in circa nove iscrizioni provenienti da diversi siti archeologici (Tarquinia, Orvieto, Chiusi e Vulci) ma la sua terminazione -nth, che si trova in molti nomi di esseri mitologici, significa probabilmente colei che, indicando quindi il suo ruolo di agente.
Secondo Jeff Rovin (vedi bibliografia), Vanth incoraggia la violenza ed è attratta dalle tombe aperte.